# 新聞早晨衛星

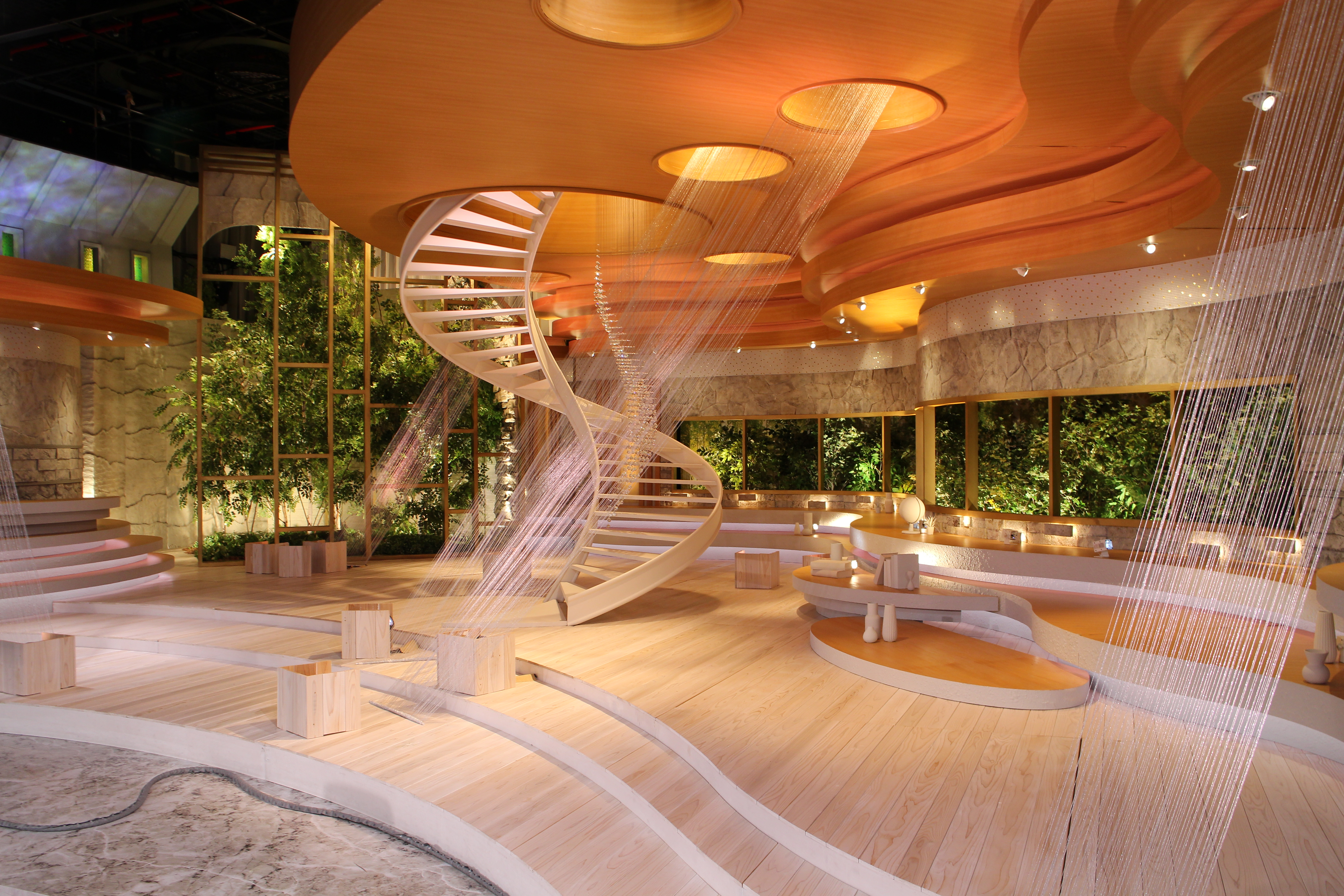
新聞早晨衛星的攝影棚

新聞早晨衛星（日语：ニュースモーニングサテライト）是日本東京電視台聯播網（包括BS東視）自1998年10月1日開始在週一至週五早晨播出的經濟新聞節目。這一節目整合了股市節目『Market LIVE』和新聞節目『News Wave615』。日本經濟新聞社是該節目的合作製作單位。該節目每日自紐約證券交易所直播，但在2006年之後，在東京播出的部分超過在紐約播出的部分。2021年開始，節目使用現行標誌。該節目也是東京電視台搬遷入住友不動產六本木Grand大廈後播出的第一個節目。

## 外部連結
- Newsモーニングサテライト （页面存档备份，存于） - 官方網站
- モーニングサテライト（モーサテ）的X（前Twitter）
- Newsモーニングサテライト（テレビ東京）的Facebook專頁
- Newsモーニングサテライト（テレビ東京）的Instagram帳戶